# Церковь Святого Иоанна Крестителя (Арукас)
Церковь Святого Иоанна Крестителя (исп. Iglesia Matriz de San Juan Bautista) — католическая церковь в городе Арукас, Канарские острова. Широко известный как собор Арукаса (несмотря на то, что он не является ни собором, ни базиликой), из-за своего внешнего вида он является одним из символических зданий на острове Гран-Канария.

## История
Строительство новой церкви началось 19 марта 1909 года по проекту каталонского архитектора Мануэля Вега-и-Марта, открыто для богослужений в 1917 году, хотя архитектурные задачи продолжались до 1977 года. Сооружение отличается неоготическим стилем; изысканная резьба, выполненная из арукасского камня, подчеркивает известное мастерство местных мастеров.
План этажа здания представляет собой почти идеальный квадрат, в котором три продольных нефа прерываются широким трансептом, который, подобно галерее, идущей вдоль вершины, усиливает центральное положение пространства. Главный неф в два раза шире боковых нефов, которые, в свою очередь, простираются вокруг апсиды и окружают ее, образуя амбулаторию . Снаружи выделяются внимание к деталям и декоративное изобилие. Каждый его фасад обрамлен двумя острыми башнями с многоугольным основанием.
В соответствии со стилем, в котором была задумана церковь, заметную роль играют витражи. Они исходят от известной французской фирмы Дом Момежан, полученные благодаря пожертвованиям от частных лиц, братств, братств и групп соседей. Но храм также выделяется важным художественным наследием, которое он хранит, прежде всего, от старой церкви. Выделяется Распятый Христос 16-го века, который в настоящее время председательствует над главным алтарем.
В 2020 году художественное наследие церкви подверглось реставрации. Данное событие привлекло внимание общественности и административные органы города Арукас.

## Галерея

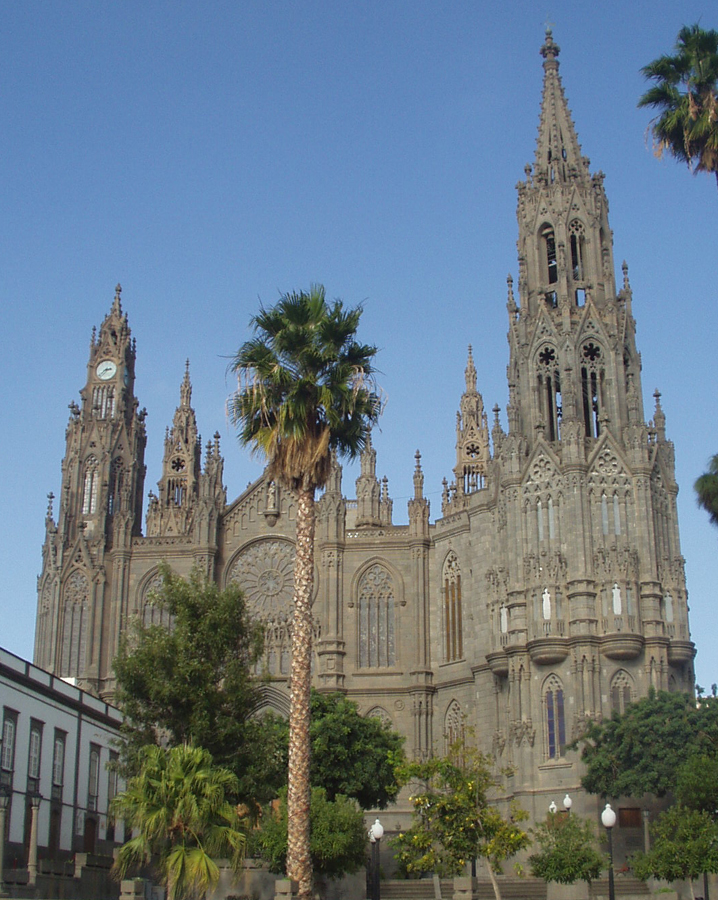
Общий вид.
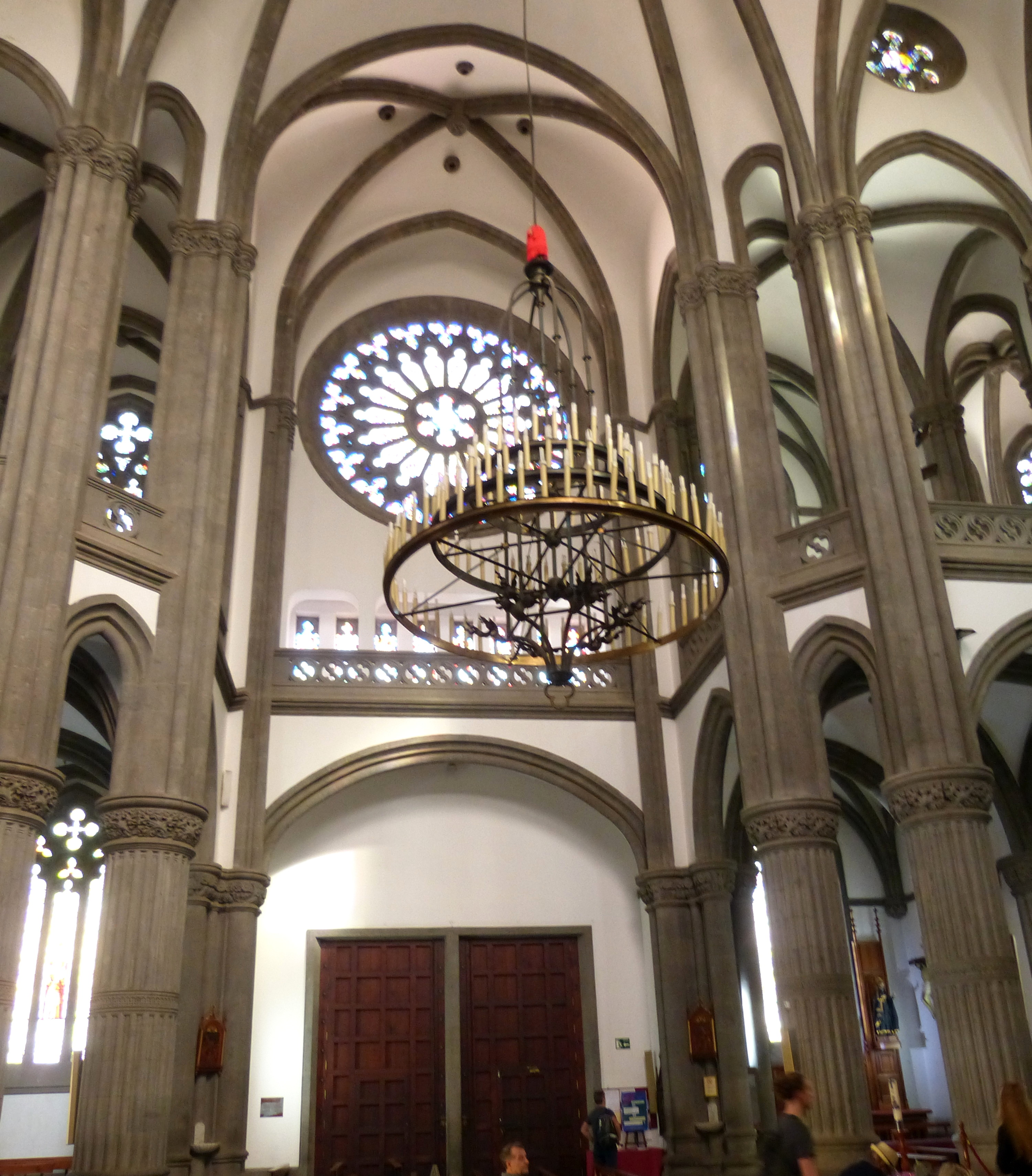
Внутренний интерьер.